# Стадія дзеркала

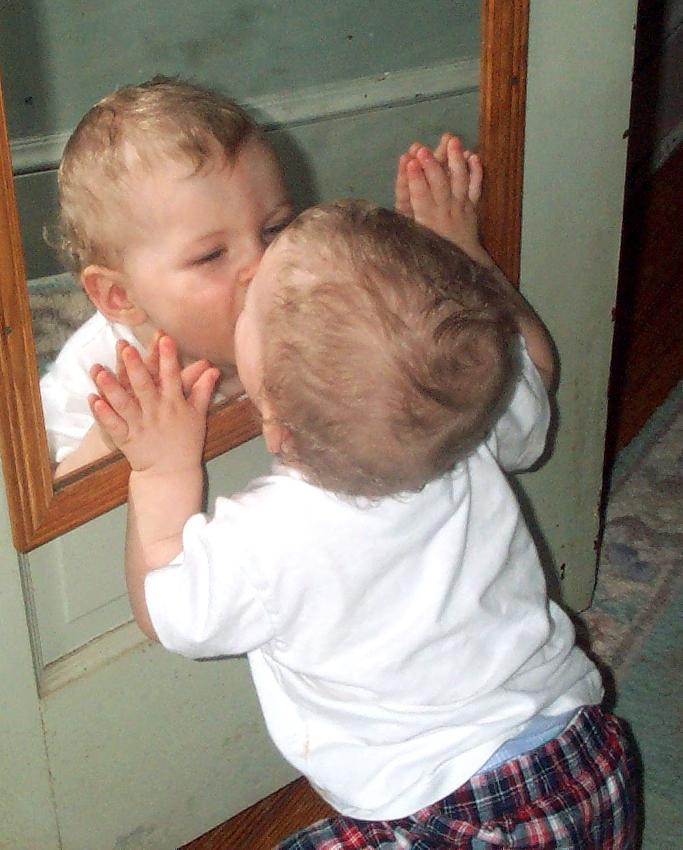
Дитина та дзеркало

Стадія дзеркала — це поняття з психоаналітичної теорії Жака Лакана.
Спочатку Лакан пропонував, що стадія дзеркала є частиною розвитку немовляти від 6 до 18 місяців, як описано у його першому і єдиному офіційному внеску до ширшої психоаналітичної теорії на 14-му Міжнародному Психоаналітичному Конгресі у Марієнбаді у 1936. До ранніх 1950-х, Лаканове розуміння поняття стадії дзеркала пройшло еволюцію: він вже не вважав стадію дзеркала як період у житті немовляти, а як репрезентацію постійної структури суб'єктивності, або як парадигму «порядку Уявного».

## Історія поняття
Концепція стадії дзеркала виникла у Лакана під впливом робіт Анрі Валлона, ідеї якого ґрунтувалися на спостереженнях над тим, як тварини і людина реагують на власне відображення в дзеркалі. Валлон зауважив, що з настанням шестимісячного віку у дітей людини і шимпанзе починає проявлятися те, що може здатися впізнавання власного відображення. У той час як шимпанзе досить швидко втрачають інтерес до свого відкриття, люди зазвичай виявляються в ньому сильно зацікавленими і починають приділяти значні зусилля і час дослідженню зв'язку між власним тілом і його відображенням. У роботі 1931 року Валлон стверджував, що дзеркало допомагає дитині розвинути почуття власної ідентичності.
Ідеї Валлона про роль дзеркала в розвитку дитини розвивалися поза психоаналітичної традиції і були слабо відомі до того, як привернули увагу Лакана. Останній використовував спостереження Валлона як основу для своїх уявлень про розвиток людської суб'єктивності, яка по суті своїй, хоча часто і неявно, має порівняльну природу. Лакан зробив спробу пов'язати ідеї Валлона з психоаналізом, проте спроба ця не мала успіху в психоаналітичному співтоваристві.
У 1930-і Лакан відвідував семінари Кожева, присвячені  Гегелю. Філософія Гегеля в інтерпретації Кожева, зокрема діалектика раба і пана, вплинула на опис Лаканом діахронічний структури стадії дзеркала. Протягом усіх наступних років Лакан продовжував звертатися до стадії дзеркала в своїх роботах.
У міру розвитку поняття стадії дзеркала увагу Лакана зміщується від історичного її значення до структурному. «Історичне значення» відноситься тут до розумовому розвитку дитини, а «структурне значення» — до лібідо ЗНОМ відношенню до  образу тіла . У своєму четвертому циклі семінарів  La relation d'objet , Лакан говорить, що "стадія дзеркала далека від того, щоб бути простим феноменом, що трапляються в розвитку дитини. Вона ілюструє конфліктну природу дуальних відносин ". Термін «дуальні стосунки» (фр. relation duelle) відноситься не тільки до відносини між Я і тілом, які завжди характеризуються ілюзіями подібності та взаємності, але також і до відношення між  Уявним і  Реальним. Візуальна ідентичність, дана в дзеркальному відображенні забезпечує уявну цілісність досвіду фрагментированного реального.
Стадія дзеркала описує освіту Я за допомогою процесу ідентифікації з власним відбитим чином. До шести місяців дитині ще бракує  моторної координації, однак Лакан припускав, що дитина може почати впізнавати себе в дзеркалі до набуття такої координації. Дитина бачить в дзеркалі свій образ як ціле, при збереженні нездатності координації рухів свого тіла, що призводить до сприйняття свого тіла як фрагментованого. На думку Лакана, цей контраст спочатку відчувається дитиною як суперництво з власним образом, оскільки цілісність образу таїть в собі загрозу розпаду. Відповідно, стадія дзеркала дає початок агресивної напрузі між суб'єктом і способом. Для розрядки цього напруження суб'єкт починає ідентифікувати себе з образом. У цій первинної ідентифікації з двійником-відображенням формується Я . Момент цієї ідентифікації Лакан розглядає як момент тріумфу, оскільки він веде до уявного почуття панування. Однак ця радість може супроводжуватися і депресивної реакцією, коли дитина порівнює своє хитке відчуття панування із всемогутністю матері. Ця ідентифікація також включає ідеал Я, що функціонує як обіцянку майбутньої цілісності, що додає сили Я в очікуванні.
На думку Лакана, стадія дзеркала демонструє, що Я є продуктом нерозуміння (фр. méconnaissance) — помилкового впізнання. Саме на стадії дзеркала виникає відчуження суб'єкта від самого себе і встановлюється уявний порядок.
Стадія дзеркала має також важливий символічний вимір. Порядок  символічного присутній у фігурі дорослого, який несе дитину. У момент, наступний за радістю визнання способу як свого власного, дитина звертається до дорослого —  Великого іншого, санкціонує цей образ.